# Elaeocarpus dubius
Elaeocarpus dubius är en tvåhjärtbladig växtart som beskrevs av A. Dc.. Elaeocarpus dubius ingår i släktet Elaeocarpus och familjen Elaeocarpaceae. Inga underarter finns listade i Catalogue of Life.